# Seissan
Seissan település Franciaországban, Gers megyében. Lakosainak száma 1098 fő (2022. január 1.). Seissan Ornézan, Clermont-Pouyguillès, Durban, Labarthe, Labéjan, Loubersan, Monferran-Plavès, Pouy-Loubrin és Tachoires községekkel határos.

## Népesség
A település népessége az elmúlt években az alábbi módon változott:
| Lakosok száma | 820  | 1011 | 1002 | 1032 | 1082 | 1100 | 1091 | 1087 | 1097 | 1098 |
|               | 1968 | 1982 | 1999 | 2006 | 2011 | 2015 | 2017 | 2018 | 2020 | 2022 |